# Polaris (kopalnia)
Polaris – podziemna kopalnia cynku położona na Little Cornwallis Island w kanadyjskim Nunavucie. Znajduje się 1120 km za kołem podbiegunowym oraz 96 km od osady Resolute. W 2002 roku została zamknięta po ponad dwudziestu latach pracy.

## Historia

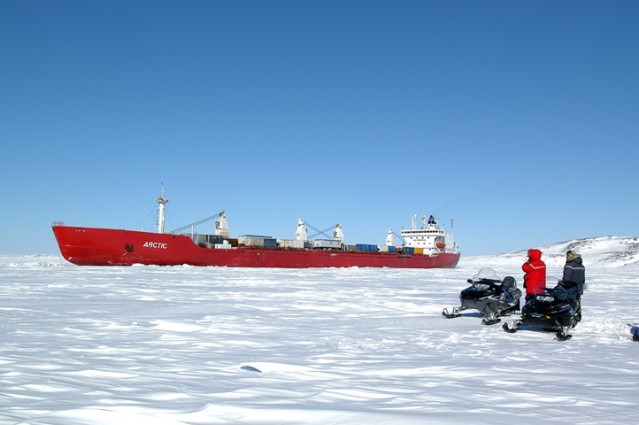
Lodołamacz MV Arctic, który przewoził rudę z kopalni

W 1964 roku przedsiębiorstwo górnicze Teck Resources Ltd. z siedzibą Vancouver przy pomocy opcji wysunęło roszczenia do wszystkich minerałów znajdujących się w arktycznej części Kanady, które kontrolowało Bankaro Mines. W wyniku badań górniczych zasoby cynku w tym rejonie oszacowano na 23 miliony ton. W 1979 roku projekt otrzymał aprobatę premiera Kanady Joe Clarka, który wyraził na nią zgodę pomimo głosów o ekologiczne skutki takiego przedsięwzięcia. Zobowiązał się również na częściowe udostępnienie federalnego lodołamacza MV Arctic do przewozu rudy. Całą infrastrukturę do przetwórstwa górniczego, mini elektrownię i pracownię zbudowano na barce w Quebecu, która następnie musiała przepłynąć blisko 5600 km, by dotrzeć na miejsce. Otwarcie kopalni nastąpiło w 1981 roku. Łącznie zatrudniała ona 250 osób, z czego ok. 30 procent pochodziło z oddalonej o prawie 100 km osady Resolute.
Przez cały okres działalności kopalni wydobyto z niej 21 milionów ton rudy o rynkowej wartości 15 miliardów dolarów. Wydobyte złoża składowano w długim na 210 m magazynie.

## Zamknięcie
Początkowo kopalnia miała zostać zamknięta w 2001 roku, jednak dzięki ulepszeniu technik górniczych, pozostała czynna jeszcze przez rok. W trakcie jej działania rozpoczęto również proces rekultywacji terenów pokopalnianych. Działania te zaplanowano tak, by nie zakłócały prac górniczych, zaczęto usuwać m.in. nieużywane budynki. Część z nich firma Teck Resources planowała zakopać w pobliskim kamieniołomie z wieczną zmarzliną, by zapobiec zanieczyszczeniu. Kwatery załogi, z kolei zaoferowano rządowi federalnemu do wykorzystania w kolonii karnej na wyspie, a niepotrzebne rzeczy gospodarstwa domowego postanowiono przekazać pobliskim społecznościom inuickim. Oczyszczanie miejsc pokopalnianych zajęło dwa lata, a monitoring środowiskowy trwał do 2011 roku.